# هيليوم سائل
يوجد الهيليوم على شكل سائل فقط عند درجة حرارة منخفضة جدا. تختلف نقطة الغليان والنقطة الحرجة للهيليوم من نظير فيزيائي إلى اخر؛ انظر الجدول أدناه ولاحظ القيم. ان كثافة الهيليوم السائل_4 عند نقطة غليانه وعند 1 أتموسفير (درجة الغليان على مستوى سطح البحر) هي حوالي 0.125 غ / مل

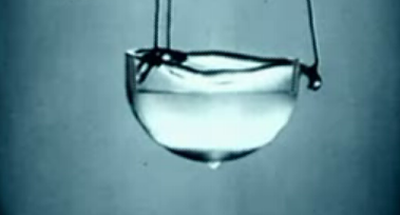
الهيليوم السائل في كوب.

تمت إسالة (جعله سائلا) النظير 4 للهليوم لأول مرة في 10 تموز 1908 من قبل الفيزيائى الهولندي هايك أونز.الهيليوم السائل_4 يستخدم كسائل للتبريد، فهو ينتج تجاريا للاستخدام في المغناطيسات المفرطة الموصلية مثل تلك المستخدمة في التصوير بالرنين المغناطيسي أو الرنين المغناطيسي النووي. يتم إسالة الهيليوم باستخدام حلقة هامبسون_ليند.
درجات الحرارة المطلوبة لتسييل الهليوم منخفضة بسبب ضعف قوة التماسك بين ذراته. ان قوة التماسك بين ذرات الهيليوم هي ضعيفة بالأساس لانة من الغازات النبيلة ولكن تأثيرات الكم مهمة للهيليوم بسبب كتلته الذرية المتدنية التي تضعفها أكثر. نقطة انعدام الطاقة (تساوي صفر) في السائل تكون اقل إذا كانت قوة التماسك بين الذرات أقل، بالتالي فان السائل يقلل مرحلة انعدام الطاقة بزيادة المسافة بين الذرات. ولكن عند وجود هذه المسافة الكبيرة بين الذرات يكون تأثير قوى التجاذب بين الذرات اضعف.
لأن القوى الذرية ضعيفة يبقى الهيليوم سائلا عند درجة الصفر، ويتصلب الهيليوم فقط تحت الضغط الشديد. عند درجة حرارة منخفضة بما فيه الكفاية فان الهيليوم-3 والهيليوم-4 يخضعان لعملية الانتقال إلى مرحلة السيولة التامة (انظر الجدول أدناه).
كل من الهيليوم-3 والهيليوم-4 السائلان غير قابلان للتجانس بشكل كامل عند درجة حرارة أقل من 0.9 عند ضغط البخار المشبع. تحت هذه الحرارة (0.9) يخضع خليط من النظيرين الفيزيائيين لمرحلة انفصال إلى سائلين، الأول سائل طبيعي وامض هو على الأغلب هيليوم-3 والاخر سائل مائع كثيف وهو على الأغلب هيليوم-4. (وهذا يحدث لأن النظام يمكن أن يخفض سخونته عن طريق الانفصال.) عند درجات حرارة منخفضة، شكل هيليوم-4 الغني قد يحتوي على ما يصل إلى 6 ٪ من هيليوم-3 في المحلول، مما يجعل من الممكن وجود سائل بارد مخفف والقادر على الوصول إلى درجات حرارة تصل إلى بضعة مللي كلفن فوق الصفر المطلق.
| خصائص الهيليوم السائل                                         | الهيليوم-4                                     | الهيليوم-3                            |
| ------------------------------------------------------------- | ---------------------------------------------- | ------------------------------------- |
| درجة الحرارة الحرجة                                           | 5.2 ك                                          | 3.3 ك                                 |
| نقطة الغليان على مستوى سطح البحر                              | 4.2 ك                                          | 3.2 ك                                 |
| الحد الأدنى من الضغط اللازم للذوبان "                         | 25 أتموسفير (درجة الغليان على مستوى سطح البحر) | 29 أتموسفير عند 0.3 ك                 |
| درجة حرارة التحول إلى سائل فائق السيولة عند ضغط البخار المشبع | 2.17 ك                                         | 1 مللي كلفن في صفر الحقل المغناطيسي " |

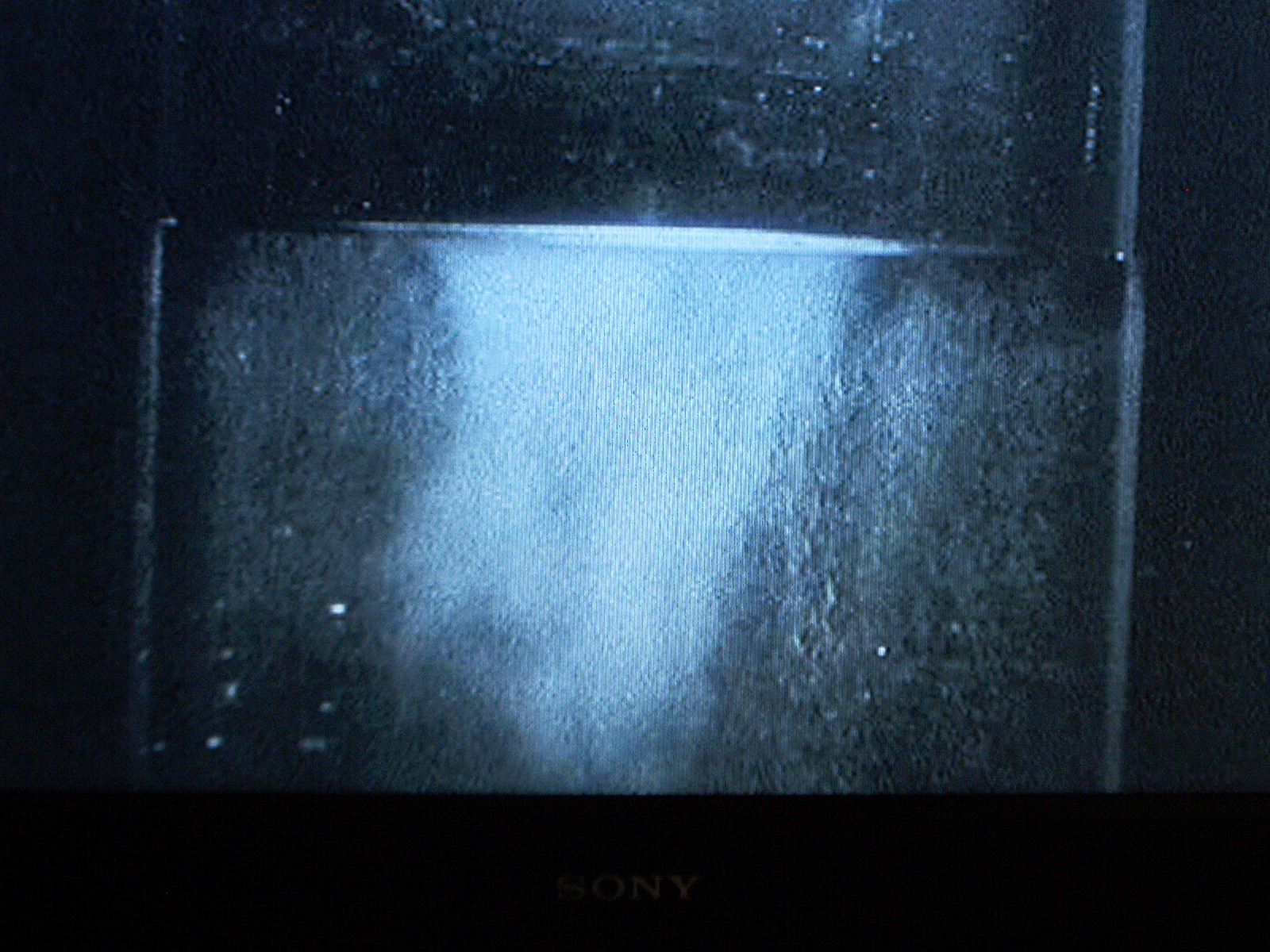
الهليوم السائل (في زجاجة الفراغ) في 4.2K و1 أتموسفير, الغليان ببطء.
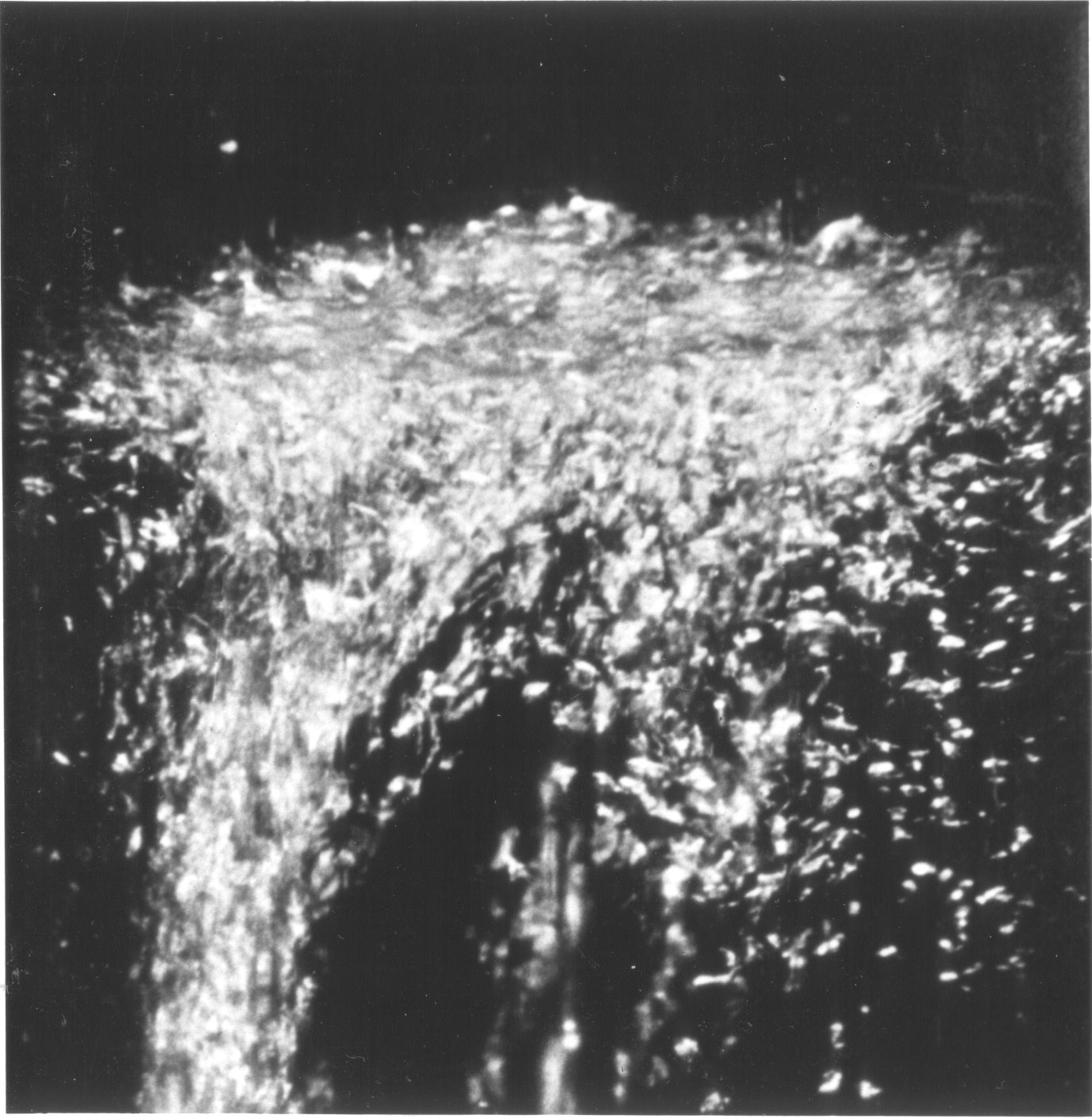
نقطة تحول لامبدا: خلال تبريد السائل على درجة حرارة 2.17 ك يصبح الغليان عنيفا بشكل فجائي للحظة ثم يتوقف تماما.
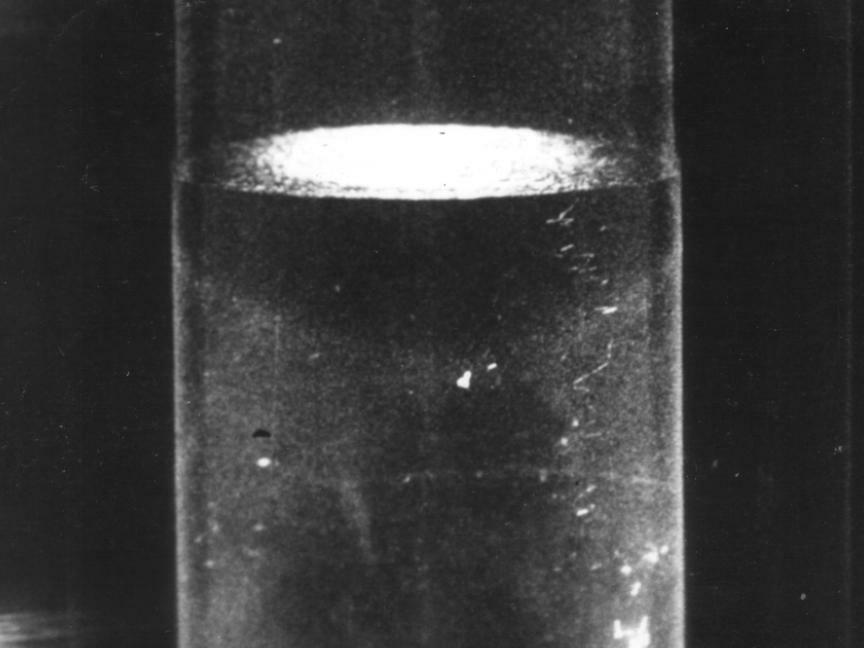
شكل فاثق السيولة عند درجة حرارة 2.17 أو اقل. (لا يغلي)لا غليان

## الروابط الخارجية
- رسم بياني لاشكال هيليوم-3 وهيليوم-4, الخ
- الرسم البياني للهيليوم 3، إلخ.
- أونز في تسييل (جعلة سائل) الهيليوم